# 11612 Обу
11612 Обу (11612 Obu) — астероїд головного поясу, відкритий 21 грудня 1995 року.
Тіссеранів параметр щодо Юпітера — 3,253.
Названо на честь Обу (яп. おおぶ(大府) о:бу)